# جون ألبرت (مخرج)
جون ألبرت (بالإنجليزية: Jon Alpert)‏ هو صحفي ومخرج أمريكي، ولد في 1948 في الولايات المتحدة.

## وصلات خارجية
- جون ألبرت على موقع IMDb (الإنجليزية)
- جون ألبرت على موقع ميتاكريتيك (الإنجليزية)
- جون ألبرت على موقع روتن توميتوز (الإنجليزية)
- جون ألبرت على موقع ألو سيني (الفرنسية)
- جون ألبرت على موقع أول موفي (الإنجليزية)
- جون ألبرت على موقع قاعدة بيانات الفيلم (الإنجليزية)
- جون ألبرت على موقع كينوبويسك (الروسية)